# Måns Mårlind
Måns Magnus Mårlind (født 29. juli 1969) er en svensk instruktør og manuskriptforfatter. Han arbejder ofte sammen med instruktøren Björn Stein.

## Filmografi
- Storm (2005)
- Snapphanar (miniserie, 2006)
- Shelter (2010)
- Underworld: Awakening (2012)
- Känn ingen sorg (2013)